# Oświata w Częstochowie

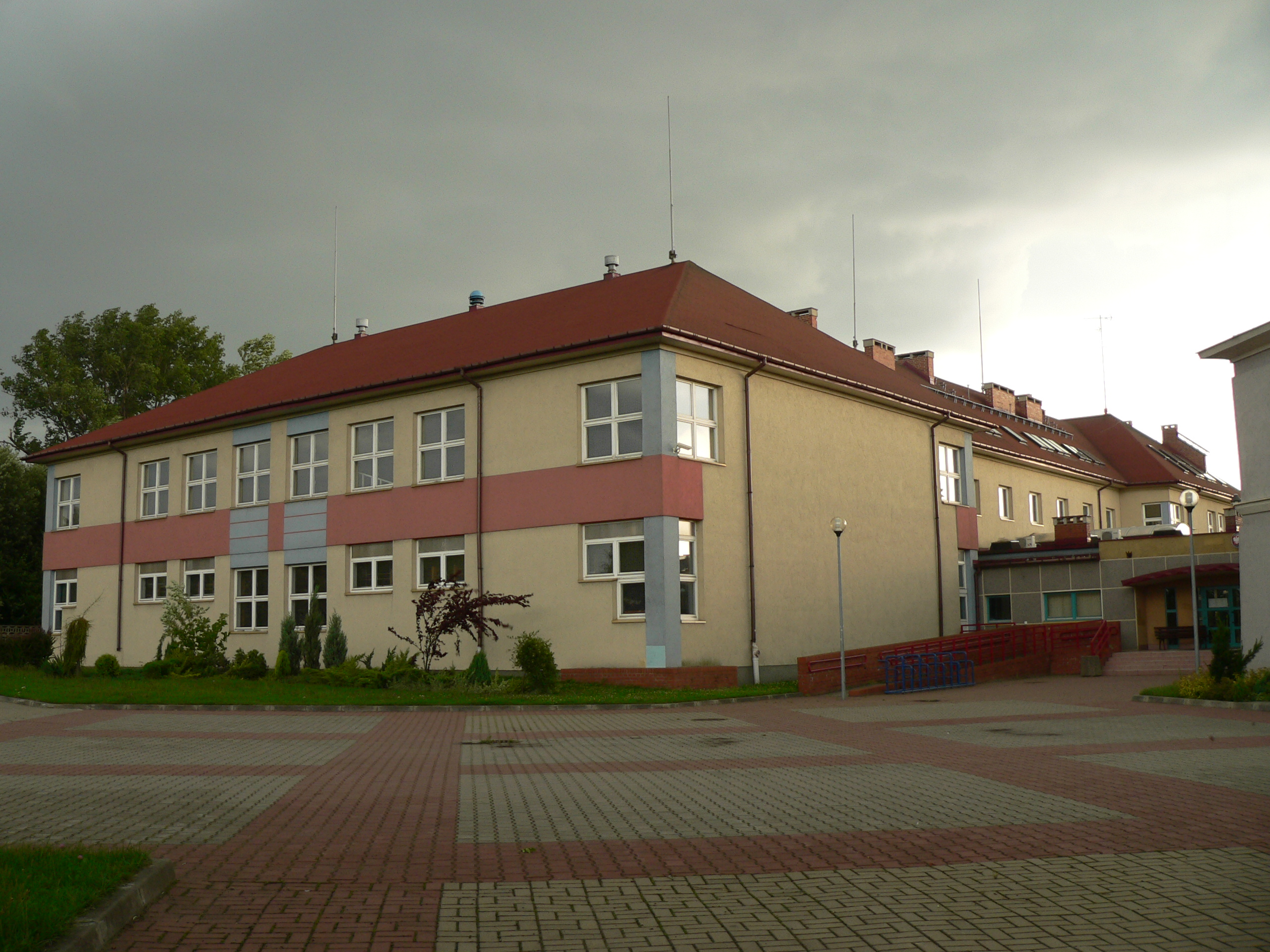
Były zespół szkół w Częstochowie obejmujący Szkołę Podstawową nr 29 i Gimnazjum nr 14 im. Królowej Jadwigi

Oświata w Częstochowie – działalność edukacyjna prowadzona w Częstochowie.

## Historia
Po utworzeniu Częstochowy w początkach XIX wieku szkolnictwo stało w mieście na niskim poziomie. W dotychczas istniejących miastach Starej i Nowej Częstochowy działało po jednej szkole elementarnej, a każda z nich prowadzona była przez jednego nauczyciela. Zaraz po upadku powstania listopadowego działały oprócz tych dwóch szkół trzy prywatne pensje. W 1835 roku została założona niedzielna szkoła rzemieślnicza, która jednak cieszyła się niewielkim zainteresowaniem. W 1861 roku działały w mieście już cztery szkoły elementarne, jedna męska szkoła czteroklasowa i jedna pensja żeńska. Szkoły mieściły się w prywatnych domach, nauczyciele utrzymywali się ze składek i niewielkiej dotacji miejskiej.
Szkolnictwo średnie zostało utworzone w mieście dopiero w 1862 roku, gdy powołano szkołę powiatową specjalną, przekształconą później w pięcioklasowe progimnazjum, a od 1867 roku działającą jako czteroklasowe gimnazjum filologiczne. Siedzibą szkoły był budynek poklasztorny w III Alei, obecnie działa w nim liceum im. Sienkiewicza. Natomiast pierwsze prywatne szkoły średnie powstały w 1871 i 1891 roku.
W 1906 roku otwarte zostało polskie gimnazjum. W następnym roku istniało 7 szkół średnich i 13 szkół powszechnych, a także szkoły zawodowe i żydowskie.
W 1918 roku w mieście nie było ani jednego budynku o przeznaczeniu typowo szkolnym, a szkoły powszechne mieściły się w lokalach wynajętych, które nie spełniały norm. W celu poprawy sytuacji w oświacie w latach 1924–1936 Zarząd Miasta wybudował w mieście kosztem 2,5 mln zł sześć budynków (przy ul. Chłopickiego, Narutowicza, Olsztyńskiej, Waszyngtona, w parku Narutowicza, na Ostatnim Groszu i Stradomiu), a w latach 1937–1939 kolejne dwie kosztem prawie 0,5 mln zł. Z powodu braku czasu, a następnie wybuchu wojny, nie zrealizowano kolejnych sześciu.
W 1919 roku do 14 szkół powszechnych uczęszczało ok. 7.000 uczniów, co stanowiło połowę znajdujących się w wieku szkolnym. W 1936 roku istniały w mieście 34 szkoły powszechne, w tym 21 publicznych, do których uczęszczało ok. 15.000 uczniów, tj. ok. 87% dzieci. W szkołach publicznych istniały 303 klasy, które odbywały zajęcia w 193 salach. Pomimo niedoboru sal część zajęć uczniowie musieli odbywać w innych budynkach, często oddalonych od siebie.
W tym czasie istniało 8 średnich szkół powszechnych, z czego 3 publiczne, oraz 16 szkół zawodowych. Ponadto w latach 1935–1936 funkcjonował w mieście Uniwersytet Powszechny, mający 160 słuchaczy.
W okresie okupacji hitlerowskiej szkolnictwo średnie zostało zlikwidowane, a powszechne znacząco ograniczone. Dodatkowo część budynków szkolnych zajętych zostało na potrzeby koszar. W późniejszym okresie okupacji część nauczycieli aresztowano i umieszczono w obozach koncentracyjnych, a wyposażenie większości szkół uległo zniszczeniu.
Tuż po zakończeniu działań wojennych przystąpiono do odbudowy szkolnictwa. W 1945 roku uruchomiono 17 państwowych szkół podstawowych i 3 religijne; te ostatnie zlikwidowano w 1949 i 1953 roku. Spośród tych 17 szkół tylko 10 dysponowało budynkami o przeznaczeniu szkolnym. W 1947 roku istniały już 24 szkoły podstawowe, w 1948/49 30, w 1956/57 33, a w 1960/61 36. W 1952 roku zbudowano też pierwszy po wojnie budynek o przeznaczeniu typowo szkolnym. W roku 1956/57 obowiązek szkolny realizowało w sumie 99,3% dzieci.

## Przedszkola

### Publiczne
- Miejskie Przedszkole nr 1 im. „Misia Uszatka” w Częstochowie
- Miejskie Przedszkole nr 2 im. Bajkowej Krainy w Częstochowie
- Miejskie Przedszkole nr 4 im. Jana Brzechwy w Częstochowie
- Miejskie Przedszkole nr 5 im. Jana Kilińskiego w Częstochowie
- Miejskie Przedszkole nr 6 w Częstochowie
- Miejskie Przedszkole nr 7 w Częstochowie
- Miejskie Przedszkole nr 8 w Częstochowie
- Miejskie Przedszkole nr 9 w Częstochowie
- Miejskie Przedszkole nr 11 w Częstochowie
- Miejskie Przedszkole nr 12 im. Ireny Szewińskiej w Częstochowie
- Miejskie Przedszkole nr 13 im. Krecika w Częstochowie
- Miejskie Przedszkole nr 14 w Częstochowie
- Miejskie Przedszkole nr 15 im. Jana Pawła II w Częstochowie
- Miejskie Przedszkole nr 16 w Częstochowie
- Miejskie Przedszkole nr 17 im. Siedmiu Krasnoludków w Częstochowie
- Miejskie Przedszkole nr 18 w Częstochowie
- Miejskie Przedszkole nr 19 w Częstochowie
- Miejskie Przedszkole nr 20 im. Króla Maciusia Pierwszego w Częstochowie
- Miejskie Przedszkole nr 21 w Częstochowie
- Miejskie Przedszkole nr 23 im. Jasia i Małgosi w Częstochowie
- Miejskie Przedszkole nr 25 im. Przyjaciół Kubusia Puchatka w Częstochowie
- Miejskie Przedszkole nr 26 im. Krasnala Hałabały w Częstochowie
- Miejskie Przedszkole nr 27 w Częstochowie
- Miejskie Przedszkole nr 29 w Częstochowie
- Miejskie Przedszkole nr 30 w Częstochowie
- Miejskie Przedszkole nr 31 w Częstochowie
- Miejskie Przedszkole nr 32 w Częstochowie
- Miejskie Przedszkole nr 33 w Częstochowie
- Miejskie Przedszkole nr 34 w Częstochowie
- Miejskie Przedszkole Integracyjne nr 35 im. Małego Księcia w Częstochowie
- Miejskie Przedszkole nr 36 w Częstochowie
- Miejskie Przedszkole nr 37 w Częstochowie
- Miejskie Przedszkole nr 38 w Częstochowie
- Miejskie Przedszkole nr 41 w Częstochowie
- Miejskie Przedszkole nr 42 w Częstochowie
- Miejskie Przedszkole Integracyjne nr 43 w Częstochowie
- Miejskie Przedszkole nr 44 im. Janusza Korczaka w Częstochowie

### Niepubliczne
- Czerwony Kapturek[6]
- Przedszkole PRZYGODA[7]
- Artystyczne Przedszkole Olka Klepacza[8]

### Katolickie
- Niepubliczne Przedszkole im. błogosławionego księdza Bronisława Markiewicza w Częstochowie
- Niepubliczne Przedszkole Sióstr Urszulanek SJK w Częstochowie
- Przedszkole prowadzone przez zgromadzenie SS Opatrzności Bożej w Częstochowie
- Przedszkole Publiczne Sióstr Nazaretanek w Częstochowie
- Przedszkole Zgromadzenia Sióstr świętej Katarzyny w Częstochowie
- Niepubliczne Przedszkole Językowe Zgromadzenia Sióstr Córek Maryi z Pesche w Częstochowie

## Szkoły podstawowe

### Publiczne[9]

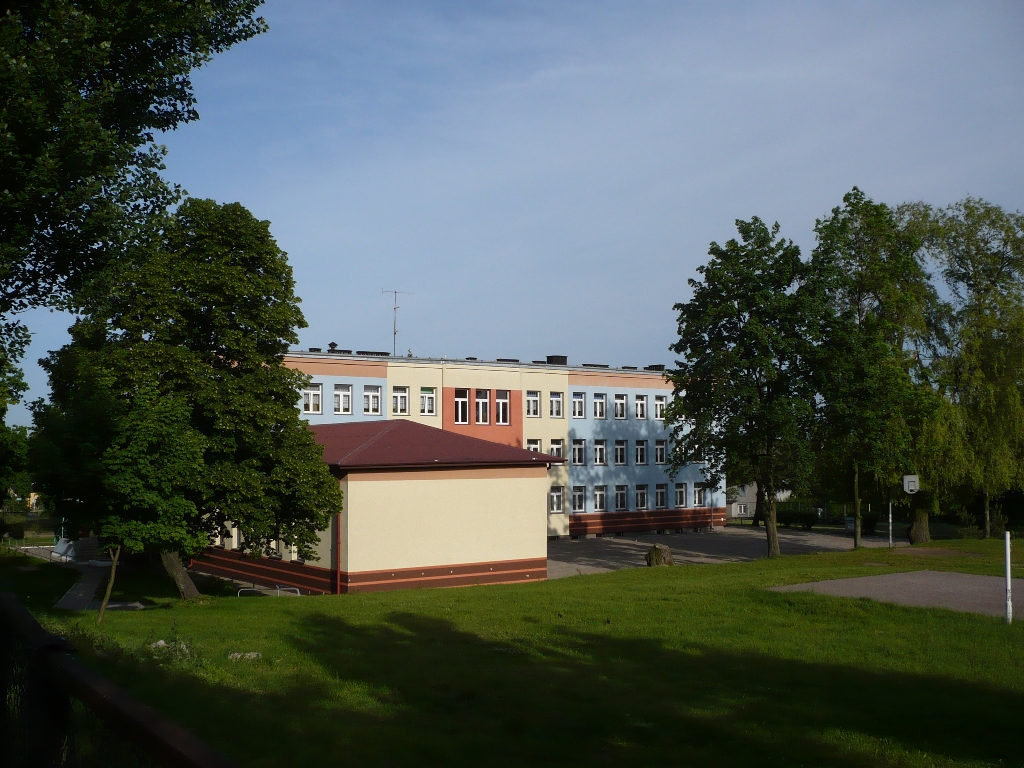
Szkoła Podstawowa nr 26 przy ulicy Rakowskiej

- Szkoła Podstawowa nr 1 im. Zdobywców Przestworzy w Częstochowie
- Szkoła Podstawowa nr 2 im. Krzysztofa Kamila Baczyńskiego w Częstochowie
- Szkoła Podstawowa nr 7 im. Konstantego Ildefonsa Gałczyńskiego w Częstochowie
- Szkoła Podstawowa nr 8 im. Haliny Poświatowskiej w Częstochowie
- Szkoła Podstawowa nr 9 im. Adama Mickiewicza w Częstochowie
- Szkoła Podstawowa nr 11 im. Marii Dąbrowskiej w Częstochowie
- Szkoła Podstawowa nr 12 im. Bolesława Chrobrego w Częstochowie
- Szkoła Podstawowa nr 13 im. Kornela Makuszyńskiego w Częstochowie
- Szkoła Podstawowa nr 14 im. Henryka Sienkiewicza w Częstochowie
- Szkoła Podstawowa nr 15 im. Polskich Noblistów w Częstochowie
- Szkoła Podstawowa nr 16 im. Bolesława Chrobrego w Częstochowie
- Szkoła Podstawowa nr 17 z Oddziałami Integracyjnymi im. Stanisława Wyspiańskiego w Częstochowie
- Szkoła Podstawowa nr 19 im. Juliana Tuwima w Częstochowie
- Szkoła Podstawowa nr 21 im. ks. Stanisława Konarskiego w Częstochowie
- Szkoła Podstawowa nr 22 im. Gabriela Narutowicza w Częstochowie
- Szkoła Podstawowa nr 24 im. Jana Marcina Szancera w Częstochowie
- Szkoła Podstawowa nr 25 im. Stanisława Staszica w Częstochowie
- Szkoła Podstawowa nr 26 im. Tadeusza Kościuszki w Częstochowie
- Szkoła Podstawowa nr 27 im. Zygmunta Łęskiego w Częstochowie
- Szkoła Podstawowa nr 29 im. Królowej Jadwigi w Częstochowie
- Szkoła Podstawowa nr 30 im. porucznika Michała Brzeskiego w Częstochowie
- Szkoła Podstawowa nr 31 im. Orła Białego w Częstochowie
- Szkoła Podstawowa nr 32 im. Jerzego Dudy-Gracza w Częstochowie
- Szkoła Podstawowa nr 33 im. Marii Kownackiej w Częstochowie
- Szkoła Podstawowa nr 34 im. Aleksandra hrabiego Fredry w Częstochowie
- Szkoła Podstawowa nr 35 w Częstochowie
- Szkoła Podstawowa nr 36 im. Polskich Olimpijczyków w Częstochowie
- Szkoła Podstawowa nr 37 im. Jana Pawła II w Częstochowie
- Szkoła Podstawowa nr 38 im. Ludwika Zamenhofa w Częstochowie
- Szkoła Podstawowa nr 39 im. Marii Konopnickiej w Częstochowie
- Szkoła Podstawowa nr 42 im. Jana Brzechwy w Częstochowie
- Szkoła Podstawowa nr 46 im. Stefana Żeromskiego w Częstochowie
- Szkoła Podstawowa nr 48 im. Armii Krajowej w Częstochowie
- Szkoła Podstawowa nr 49 im. Janusza Kusocińskiego w Częstochowie
- Szkoła Podstawowa nr 50 im. generała Władysława Sikorskiego w Częstochowie
- Szkoła Podstawowa nr 52 im. Małego Powstańca w Częstochowie
- Szkoła Podstawowa nr 53 z Oddziałami Integracyjnymi im. Marii Skłodowskiej-Curie w Częstochowie
- Szkoła Podstawowa nr 54 z Oddziałami Integracyjnymi w Częstochowie

### Niepubliczne o prawach Publicznej
- Akademia Soward - Polsko-Angielska Dwujęzyczna Szkoła Podstawowa[10]

### Katolickie
- Katolicka Szkoła Podstawowa im. świętej Królowej Jadwigi w Częstochowie
- Katolicka Szkoła Podstawowa Sióstr Zmartwychwstanek im. Matki Zofii Szulc w Częstochowie
- Katolicka Szkoła Podstawowa im. św Jana de la Salle w Częstochowie

## Gimnazja (zlikwidowane)

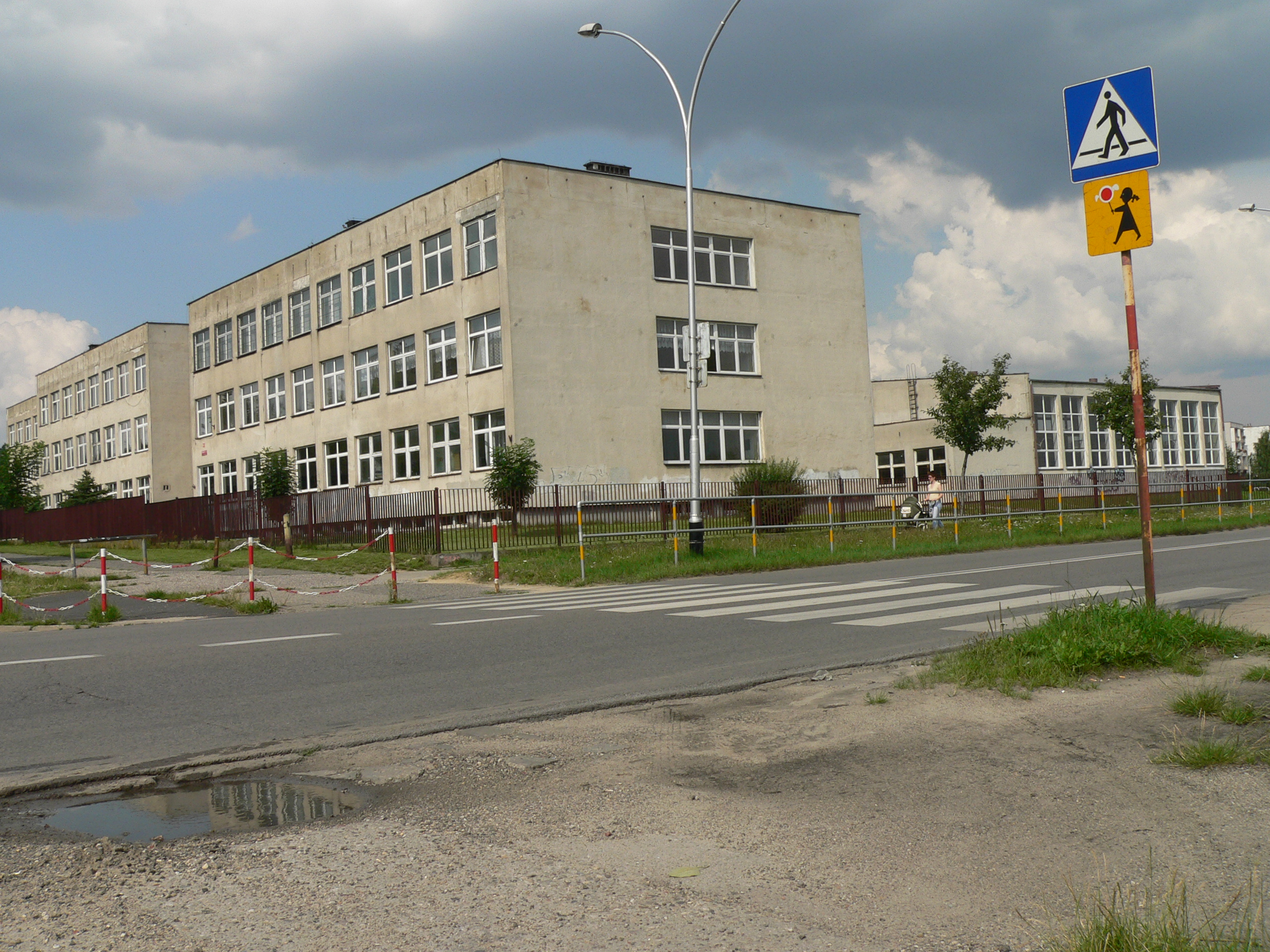
Gimnazjum nr 22 w Częstochowie

### Publiczne
- Gimnazjum nr 1 im. Jana III Sobieskiego w Częstochowie
- Gimnazjum nr 2 im. Pokolenia Kolumbów w Częstochowie
- Gimnazjum nr 3 im. Armii Krajowej w Częstochowie
- Gimnazjum nr 5 im. Mikołaja Reja w Częstochowie
- Gimnazjum nr 6 w Zespole Gimnazjów im. Marszałka Józefa Piłsudskiego w Częstochowie
- Gimnazjum nr 7 im. Konstantego Ildefonsa Gałczyńskiego w Częstochowie
- Gimnazjum nr 8 im. Polskich Olimpijczyków w Częstochowie
- Gimnazjum nr 9 im. Adama Mickiewicza w Częstochowie
- Gimnazjum nr 10 w Częstochowie (z oddziałami integracyjnymi)
- Gimnazjum nr 11 im. Marii Pawlikowskiej-Jasnorzewskiej w Częstochowie
- Gimnazjum nr 12 im. Jana Matejki w Częstochowie
- Gimnazjum nr 13 im. Ignacego Jana Paderewskiego w Częstochowie (z oddziałami dwujęzycznymi)
- Gimnazjum nr 14 im. Królowej Jadwigi w Częstochowie
- Gimnazjum nr 16 im. Bolesława Chrobrego w Częstochowie
- Gimnazjum nr 17 im. Huberta Wagnera w Częstochowie
- Gimnazjum nr 18 Kazimierza Wielkiego w Częstochowie
- Gimnazjum nr 19 generała Leopolda Okulickiego w Częstochowie
- Gimnazjum nr 20 im. Aleksandra Fredry w Częstochowie
- Gimnazjum nr 21 im. Orląt Lwowskich w Częstochowie
- Gimnazjum nr 22 w Częstochowie
- Gimnazjum nr 23 w Częstochowie
- Gimnazjum nr 24 w Częstochowie
- Gimnazjum Specjalne nr 26 w Zespole Szkół Zawodowych im. Marii Grzegorzewskiej
- Gimnazjum Specjalne w Zespole Szkół Specjalnych nr 45
- Gimnazjum dla Dorosłych w Zespole Gimnazjów im. Marszałka Józefa Piłsudskiego w Częstochowie (ze Środowiskowym Hufcem Pracy)

### Katolickie
- Gimnazjum im. św Jana de la Salle w Częstochowie
- Gimnazjum Katolickie im. Królowej Jadwigi w Częstochowie
- Gimnazjum Sióstr Zmartwychwstanek im. Siostry Barbaty Żulińskiej w Częstochowie
- Katolickie Gimnazjum Stowarzyszenia Przyjaciół Szkół Katolickich im. Świętego Józefa w Częstochowie
- Katolickie Gimnazjum Stowarzyszenia Przyjaciół Szkół Katolickich im. Matki Bożej Jasnogórskiej w Częstochowie

## Szkoły średnie

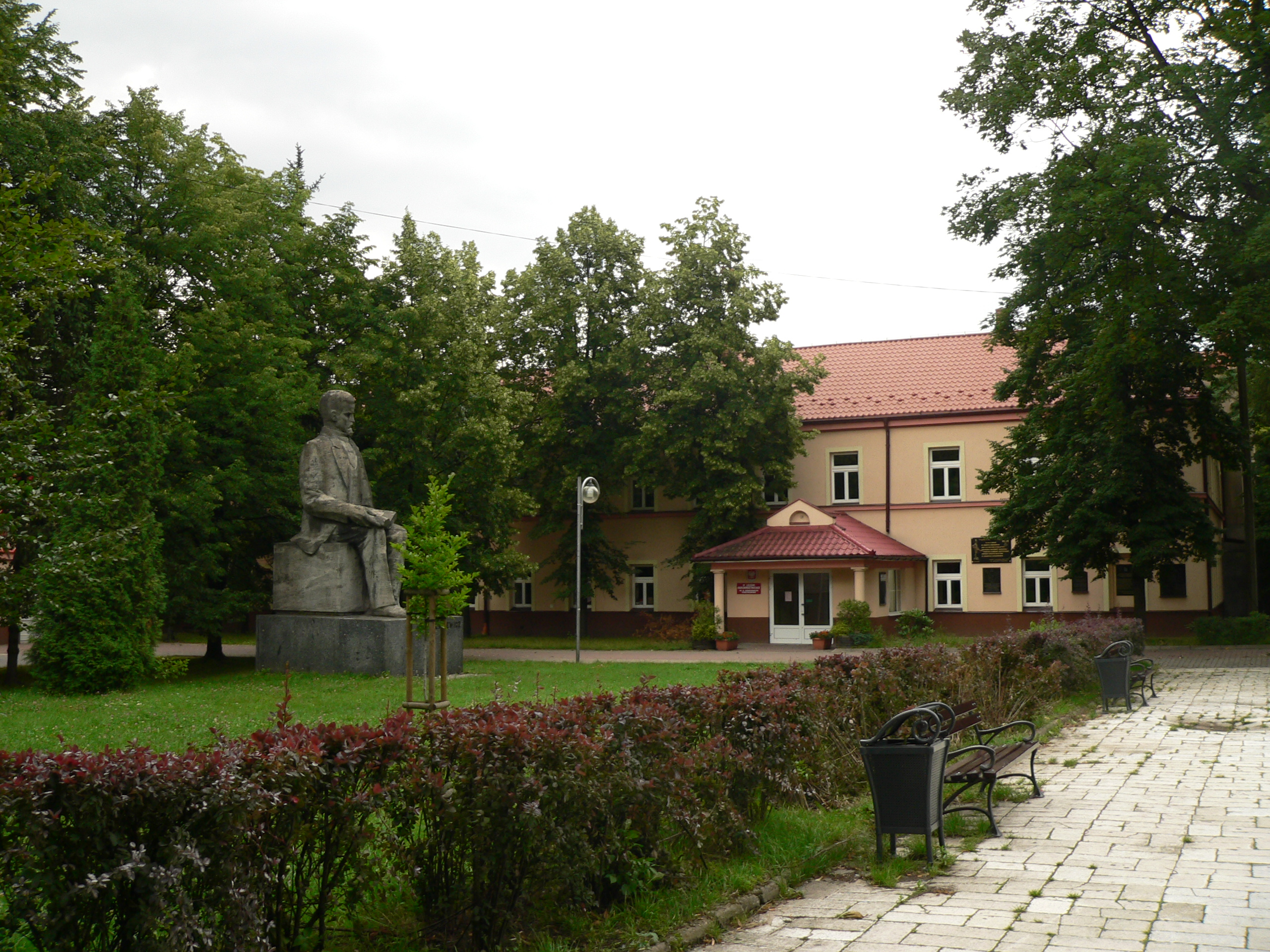
IV Liceum Ogólnokształcące im Henryka Sienkiewicza w Częstochowie

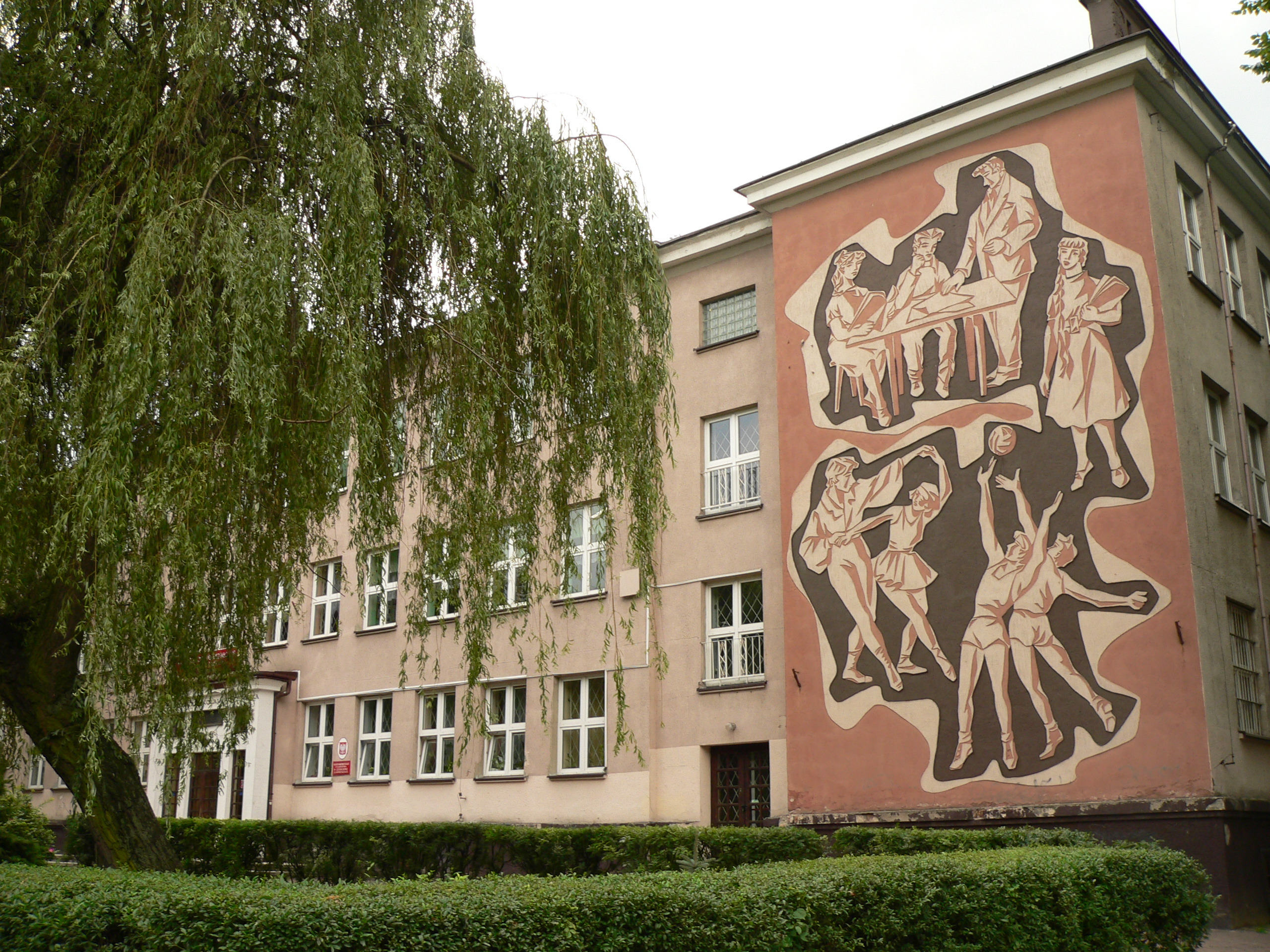
VII Liceum Ogólnokształcące im Mikołaja Kopernika w Częstochowie

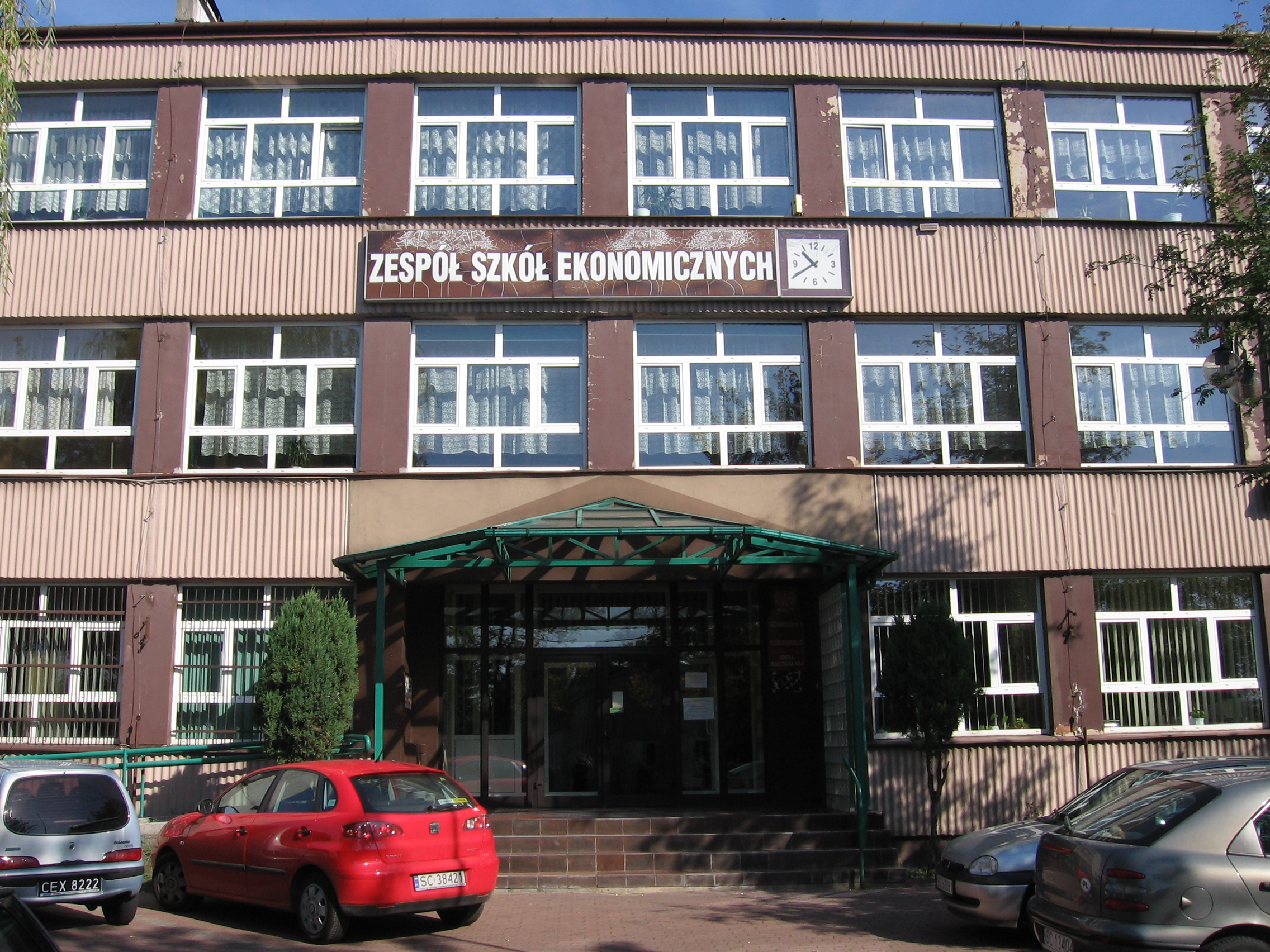
Zespół Szkół Ekonomicznych

- Społeczne Liceum Ogólnokształcące im. Zbigniewa Herberta STO
- I Liceum Ogólnokształcące im. Juliusza Słowackiego[11]
- II Liceum Ogólnokształcące im. Romualda Traugutta[11]
- III Liceum Ogólnokształcące im. dra Władysława Biegańskiego[12]
- IV Liceum Ogólnokształcące im. Henryka Sienkiewicza[11]
- V Liceum Ogólnokształcące im. Adama Mickiewicza[11]
- VI Liceum Ogólnokształcące im. Jarosława Dąbrowskiego[11]
- VII Liceum Ogólnokształcące im. Mikołaja Kopernika[11]
- VIII Liceum Ogólnokształcące Samorządowe im. gen. Józefa Sowińskiego[11][13]
- IX Liceum Ogólnokształcące im. Cypriana K. Norwida[11]
- Zespół Szkół Ekonomicznych
- Zespół Szkół Gastronomicznych im. Marii Skłodowskiej-Curie
- Zespół Szkół Mechaniczno-Elektrycznych
- Zespół Szkół im. Jana Kochanowskiego
- Zespół Szkół im. gen. Władysława Andersa
- Zespół Szkół Technicznych i Ogólnokształcących im. Stefana Żeromskiego w Częstochowie
- Zespół Szkół Przemysłu Mody i Reklamy im. Władysława Stanisława Reymonta
- Zespół Szkół im. Bolesława Prusa
- Zespół Szkół Samochodowych
- Zespół Szkół Technicznych
- Zespół Szkół Zawodowych im. Marii Grzegorzewskiej
- Techniczne Zakłady Naukowe

### Katolickie
- Katolickie Liceum Ogólnokształcące Stowarzyszenia Przyjaciół Szkół Katolickich im. Matki Bożej Jasnogórskiej w Częstochowie
- Niższe Seminarium Duchowne Archidiecezji Częstochowskiej

## Szkoły artystyczne

### Plastyczne
- Zespół Szkół Plastycznych im. Jacka Malczewskiego w Częstochowie

### Muzyczne
- Jasnogórska Publiczna Ogólnokształcąca Szkoła Muzyczna I stopnia w Częstochowie
- Jasnogórska Niepubliczna Ogólnokształcąca Szkoła Muzyczna II stopnia w Częstochowie
- Państwowa Szkoła Muzyczna I stopnia w Częstochowie
- Państwowa Szkoła Muzyczna II stopnia w Częstochowie
- Państwowa Ogólnokształcąca Szkoła Muzyczna II stopnia w Częstochowie

## Szkoły dla dorosłych

### Licea
- Liceum Ogólnokształcące dla Dorosłych przy ulicy Legionów 58 w Częstochowie
- Liceum Ogólnokształcące dla Dorosłych przy ulicy Księżycowej 6 w Częstochowie
- Liceum Ogólnokształcące dla Dorosłych PROFESJA w Częstochowie
- Liceum Ogólnokształcące dla Dorosłych „ŻAK” w Częstochowie
- Uzupełniające Liceum Ogólnokształcące dla Dorosłych przy ulicy Worcella 1 w Częstochowie

### Szkoły techniczne
- Technikum 4-letnie dla Dorosłych w Częstochowie
- Technikum Uzupełniające dla Dorosłych przy ulicy Jana Pawła II 126 w Częstochowie
- Technikum Uzupełniające Nr 1 dla Dorosłych w Częstochowie
- Technikum Uzupełniające Nr 6 dla Dorosłych w Częstochowie

### Szkoły zawodowe
- Zasadnicza Szkoła Zawodowa dla Dorosłych w Częstochowie

## Szkoły policealne
- Centralna Szkoła Państwowej Straży Pożarnej w Częstochowie
- Centrum Kształcenia Ustawicznego w Częstochowie
- Medyczne Centrum Edukacji
- Policealna Szkoła Administracji Publicznej w Częstochowie
- Policealna Szkoła Detektywów i Pracowników Ochrony „LIDER”
- Policealna Szkoła Gastronomiczna
- Policealna Szkoła Informatyki i Internetu
- Policealna Szkoła Zarządzania i Finansów
- Policealne Centrum Kształcenia Zawodowego Stowarzyszenia Oświatowców Polskich
- Policealne Studium Edukacji Społecznej i Ekonomii
- Policealne Studium Edukacji Technicznej dla Dorosłych
- Policealne Studium Rachunkowości Stowarzyszenia Księgowych w Polsce
- Studium Projektowania i Reklamy

## Uczelnie

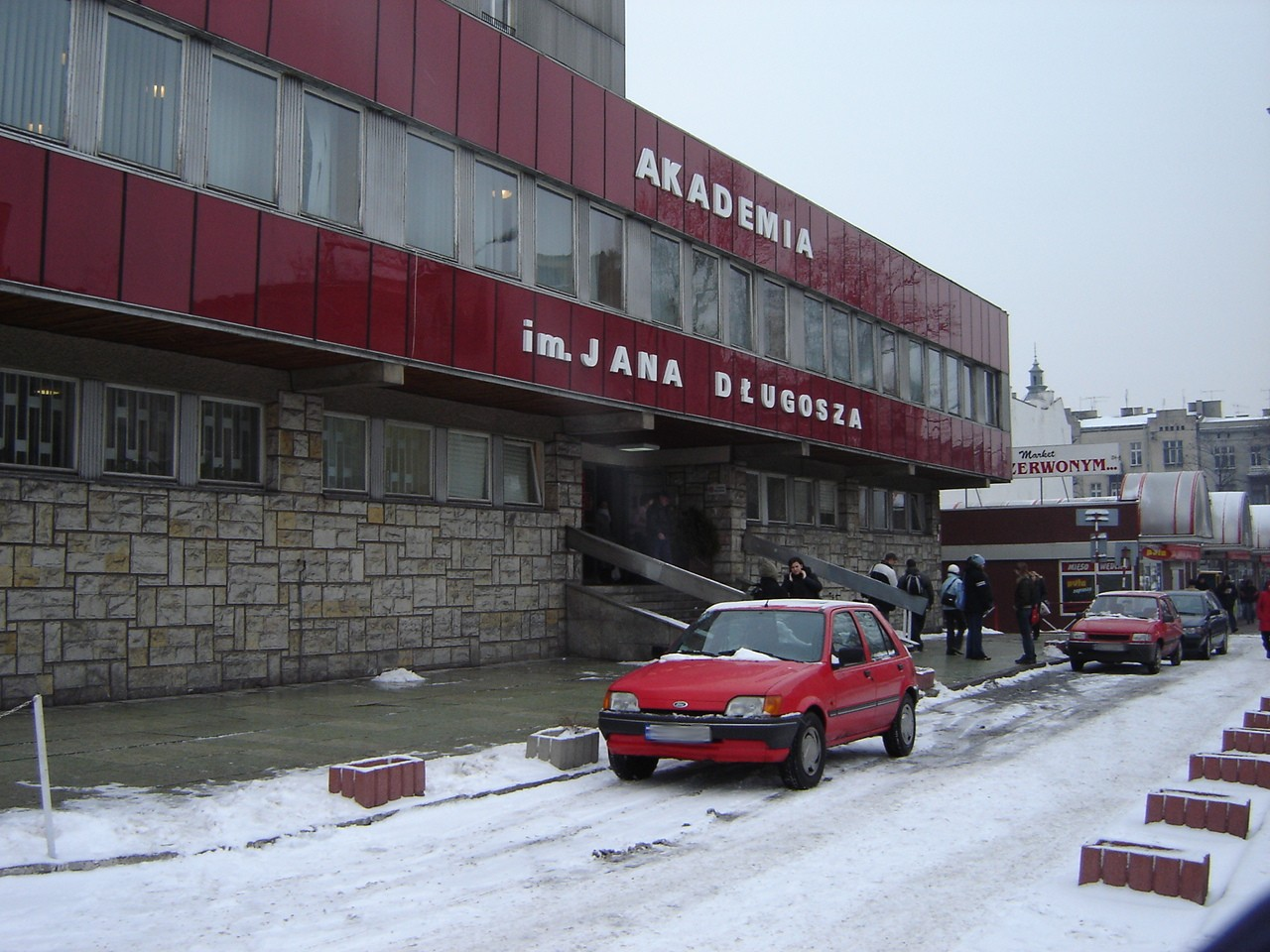
Uniwersytet Humanistyczno-Przyrodniczy im. Jana Długosza w Częstochowie, Wydział Pedagogiczny

- Uniwersytet Humanistyczno-Przyrodniczy im. Jana Długosza w Częstochowie (poprzednio Akademia Jana Długosza w Częstochowie)
- Akademia Polonijna (poprzednio Wyższa Szkoła Języków Obcych i Ekonomii)
- Centrum Języków Europejskich – Nauczycielskie Kolegium Języków Obcych w Częstochowie
- Politechnika Częstochowska
- Wyższe Seminarium Duchowne Archidiecezji Częstochowskiej
- Wyższa Szkoła Hotelarstwa i Turystyki w Częstochowie
- Wyższa Szkoła Lingwistyczna w Częstochowie
- Wyższa Szkoła Zarządzania w Częstochowie

## Towarzystwa naukowe
- Polskie Towarzystwo Numizmatyczne Oddział im. dr Władysława Terleckiego
- Częstochowskie Towarzystwo Naukowe
- Polskie Towarzystwo Materiałów Kompozytowych
- Towarzystwo Lekarskie Częstochowskie